# Ламур, Дороти
Дороти Ламур (англ. Dorothy Lamour, 10 декабря 1914 — 22 сентября 1996) — американская актриса, наиболее известная по свои ролям в комедиях из серии «Дорога на…» с Бобом Хоупом и Бингом Кросби в главных ролях.

## Биография
Ламур, урождённая Мэри Лита Дороти Слэтон, родилась в Новом Орлеане 10 декабря 1914 года в семье официантов Кармен Луизы и Джона Уотсона Слэтона. Спустя несколько лет её родители развелись и её мать вскоре вновь вышла замуж за Кларенса Ламура, имя которого потом взяла Дороти. Второй брак матери тоже оказался недолгим и после развода она с Дороти оказалась в плохом финансовом положении. В возрасте 15 лет Дороти подделала свои документы для того, чтобы бросить школу и найти работу. После этого она поступила в школу секретарей, в которой к её счастью не требовалось свидетельства о среднем образовании.
После победы в 1931 году на конкурсе Мисс Новый Орлеан Дороти с матерью переехала в Чикаго, где она стала работать лифтёром в универмаге «Маршалл Филд». Позже она познакомилась с вокалистом Херби Кэйем, с группой которого некоторое время выступала на радио. Позже она покинула группу и переехала в Нью-Йорк, где благодаря одному из друзей, устроилась певицей в популярном ночном клубе «El Morocco». Затем она работала в кабаре на Пятом авеню, где познакомилась с Луисом Б. Майером, руководителем студии «MGM». Благодаря ему она в 1935 году попала в Голливуд, где подписала контракт с «Paramount». В том же году Дороти стала ведущей собственной музыкальной передачи на радио NBC.
Популярность к Дороти пришла в 1936 году, после того, как она сыграла Улу (женский аналог Тарзана) в фильме «Принцесса джунглей». Также популярными стали её роли в фильмах из серии «Дорога на…», с Бобом Хоупом и Бингом Кросби в главных ролях. Наиболее популярными среди них стали «Дорога на Занзибар» (1941) и «Дорога в Марокко» (1942). Во время Второй мировой войны Дороти, наряду с Бетти Грейбл, Ритой Хейворт и Ланой Тёрнер, была одной из самых популярных актрис, которых фотографировали на плакаты для американских военнослужащих.
Наиболее знаменитыми послевоенными фильмами с участием Ламур стали «Моя любимая брюнетка» (1947), «Величайшее шоу мира» (1952) и «Дорога на Бали» (1952), последнем из серии «Дорога на…», после которого карьера Дороти пошла на спад.
С упадком кинокарьеры Ламур начала новую карьеру в качестве конферансье в кабаре, а также изредка появлялась на театральной сцене. В начале 1960-х годов она вернулась в кино, снявшись впоследствии всего в трёх фильмах, а также появившись в телевидении в нескольких сериалах, среди которых были «Правосудие Берка», «Лодка любви» и «Она написала убийство». В 1970-е годы она почти не снималась и большую часть времени проводила с мужем, Уильямом Россом Ховардом III (за которого вышла ещё в 1943 году), в городке Хэмптон в Мэриленде, до тех пор, пока он не умер в 1978 году.
В 1980 году Ламур выпустила автобиографию под названием «Моя сторона дороги». Последним фильмом с участием Дороти стал «Калейдоскоп ужасов 2» в 1987 году, но после этого она осталась популярна в качестве темы для обсуждения в журналах и на ТВ.
Дороти Ламур умерла от инфаркта 22 сентября 1996 года в Лос-Анджелесе в возрасте 81 года.
Актриса удостоена двух звёзд на Голливудской аллее славы — за вклад в киноиндустрию и развитие радио.

## Избранная фильмография
- Принцесса джунглей (1936) — Ула
- Взлёты и падения (1937) — Анита Алварез
- Последний поезд из Мадрида (1937) — Кармелита Кастилло
- Порождение Севера (1938) — Ники Дувал
- Дорога в Сингапур (1940) — Мима
- Джонни Аполлон (1940) — Лакки Дюбарри
- Дорога на Занзибар (1941) — Донна Латур
- Алома Южных морей (1941) — Алома
- Дорога в Марокко (1942) — принцесса Шалмар
- Дорога в Утопию (1946) — сал Ван Холден
- Моя любимая брюнетка (1947) — Баронесса Карлотта Монтей
- Дорога в Рио (1947) — Люсия мария де Андраде
- Счастливчик Стифф (1949) — Анна Мари Сент Клэр
- Жестокое обращение (1949) — Мерл Крамер
- Величайшее шоу мира (1952) — Филлис
- Дорога на Бали (1952) — Принцесса Лала
- Дорога в Гонконг (1962) — камео
- Риф Донована (1963) — Мисс Лафлёр
- Вечеринка для взрослых (1964) — Главная продавщица
- Финкс (1970) — в роли самой себя
- Вон Тон Тон — собака, которая спасла Голливуд (1976) — в роли самой себя
- Калейдоскоп ужасов 2 (1987) — Марта Спрус